# Classe CB90
Classe CB90 (Stridsbåt 90 H(alv)) est une classe de navires d'attaque rapides utilisés par plusieurs pays après avoir été initialement développée pour la marine suédoise par Dockstavarvet. Son nom en suédois signifie « Navire de combat 90 Demi » ; le 90 fait référence à l'année d'acceptation (1990) et demi fait référence au fait qu'il peut transporter et déployer un demi peloton d'infanterie amphibie (18 hommes) entièrement équipé.

## Description
Le CB90 est un bateau exceptionnellement rapide et agile qui peut exécuter des virages extrêmement serrés à grande vitesse, décélérer de la vitesse maximale à un arrêt complet en 2,5 longueurs de bateau et ajuster à la fois son tangage et son angle de roulis. Sa masse légère, son faible tirant d'eau et ses hydrojets jumeaux lui permettent de fonctionner à des vitesses allant jusqu'à 40 nœuds dans les eaux côtières peu profondes. Les hydrojets sont partiellement canalisés, ce qui, avec des gouvernes sous-marines similaires aux ailerons de plongée d'un sous-marin, donnent au CB90 sa maniabilité.
En plus des nombreuses variantes en service dans la marine suédoise sous la désignation « Stridsbåt 90H », le CB 90 a été adopté par les marines norvégienne (sous le nom de S90N), grecque, mexicaine (sous le nom de CB 90 HMN), les États-Unis (en tant que bateau de commandement fluvial) et celle de Malaisie.

## Armement
Certains navires suédois embarquent le mortier Patria NEMO.

## Opérateurs

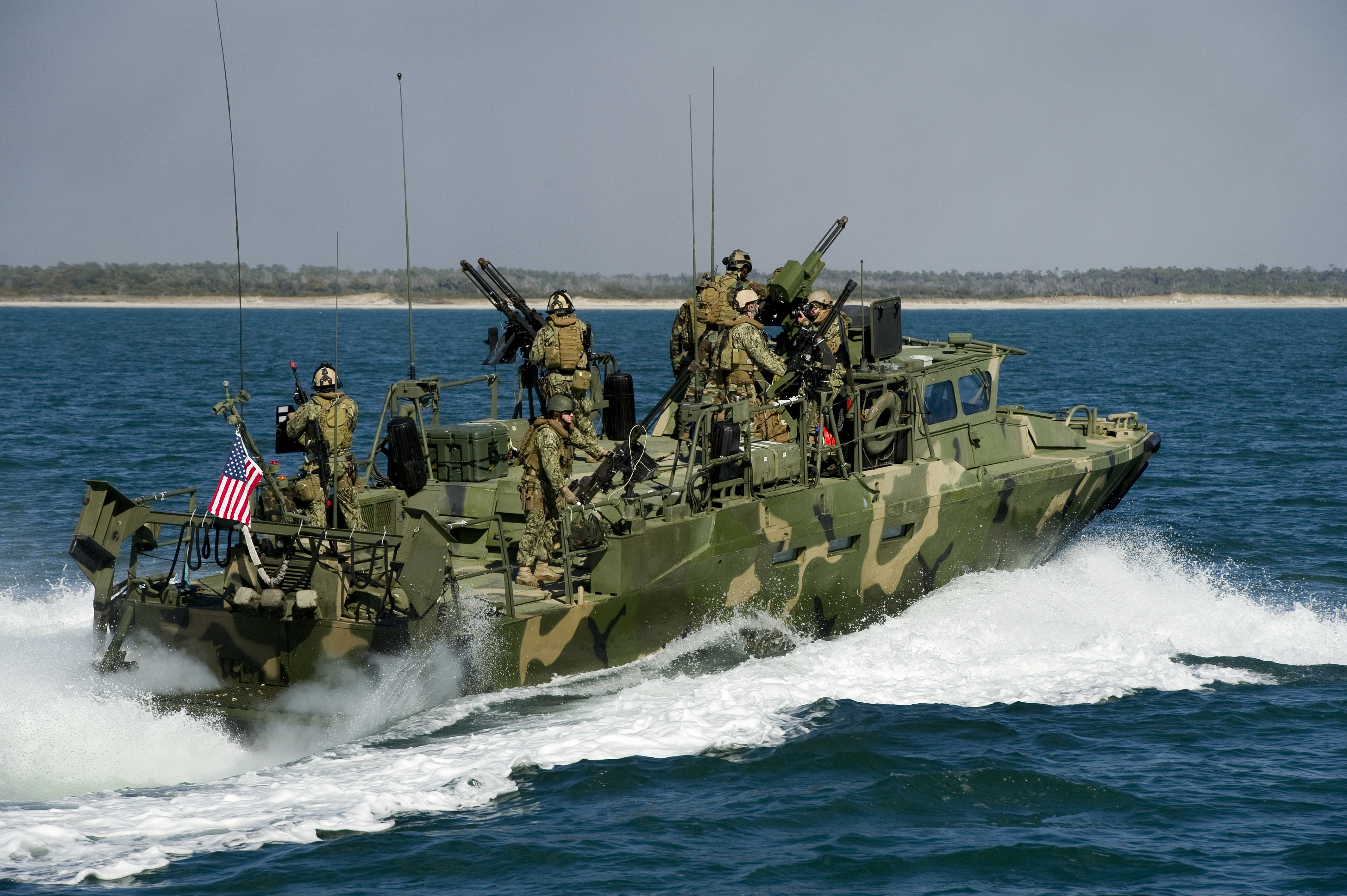
Un RCB de l’US Navy en 2012.

- États-Unis : United States Navy : 6, connu sous le nom de Riverine Command Boat[2],[3]. Remplacés à partir de 2019 par des Mark VI patrol boats (en) ;
- Grèce : 
  - Garde côtière hellénique : 3 ;
  - Armée hellénique[4] ;
- Malaisie : Marine royale malaisienne : 5 unités CB90, 12 unités CB90HEX ;
- Mexique : Marine mexicaine : 48 ;
- Norvège : Marine royale norvégienne : 20 ;
- Pérou : Marina de Guerra del Perú : SIMA Peru construit 2 versions ultra rapides pour l'interdiction maritime sur un total de 24[5] ;
- Royaume-Uni : Royal Navy : 4 loués et rendus à la marine suédoise[6] ;
- Suède : Marine royale suédoise : en 2017, 147 en service, 18 en commande[7];
- Ukraine : la Suède a annoncé vouloir livrer 10 de ces navires à ce pays en février 2024[8] et prévoit d'en fournir six en septembre 2024 [17e tranche d’aide - 2024][9]. Les Pays-Bas annoncent le 1er mars 2024 en livrer[10].